# Araneus baul
Araneus baul är en spindelart som beskrevs av Levi 1991. Araneus baul ingår i släktet Araneus och familjen hjulspindlar. Inga underarter finns listade i Catalogue of Life.